# 마마디시

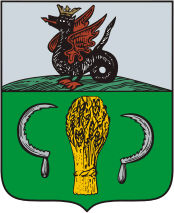
시 문장

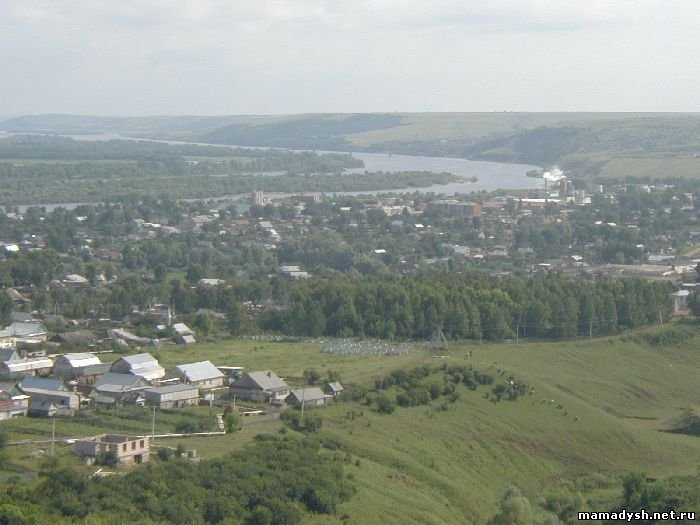
마마디시 시가지

마마디시(러시아어: Мамады́ш, 타타르어: Mamadış)는 러시아 타타르 공화국 중부에 위치한 도시로, 인구는 13,509명(2002년 기준)이다. 뱌트카 강과 접하며 카잔(타타르 공화국의 수도)에서 동쪽으로 167km 정도 떨어진 곳에 위치한다. 1391년 건설되었으며 1781년 시로 승격되었다.